# 高橋研
高橋 研（たかはし けん、1956年〈昭和31年〉2月27日 ‐ ）は、日本のシンガーソングライター、音楽プロデューサー。

## 来歴
岩手県盛岡市出身。岩手県立盛岡第一高等学校、早稲田大学法学部卒。
1979年にキャニオン・レコードより、シンガーソングライターとして「懐かしの4号線」でデビュー。2枚のアルバムをリリースしライブ活動に励む一方、同年に映画『戦国自衛隊』に平井1等陸士役で出演、同映画のサウンドトラックにも参加。1980年頃には岩手放送（現・IBC岩手放送）のラジオ番組『星空へ駆け上れ』でパーソナリティを務めていた。1981年のシングル『さよならロンリネス』を最後に歌うことを止めている。
音楽から離れた日々を1年程過ごしていたが、レコード会社の宣伝マンという形で業界に戻ってくる。この頃の経験が、後に彼のプロデュースワークのために大きな武器となってくる。
スタッフとしての活動と平行して楽曲作りも再び始め、1983年THE ALFEEの「メリーアン」の共同作詞を皮きりに作詞・作曲家として作品提供を始める。
再びフリーの身となり、最初に中村あゆみに出会う。制作全責任を負っての仕事は初めてであったが、彼女は女性ロッカーブームの頂点に立つ程に成功した。ここで青春の苦悩を都会を舞台に歌う高橋研の作品が改めて認められる形となった。中村の代表曲「翼の折れたエンジェル」は数々のアーティストにカバーされている。
1986年には5年振りのアルバム『Freedom』を発表すると同時にライブ活動も再開された。
その後、川村かおり・加藤いづみをはじめ数多くのアルバム・プロデュースに加え、多彩なアーテｲストに楽曲を提供し、シンガーソングライター及びプロデューサーとして独自のスタンスでの活動が続けられている。楽曲提供を含めた作詞作曲数は約700曲（編曲は含まず）に上る。現在も意欲的に全国ライブ活動を行っている。
2005年音楽活動25周年記念LIVE「二十五」を行い、DVDおよびCDとしてもリリースされた。
楽曲提供およびプロデュースは前述の他、矢沢永吉、おニャン子クラブ（ソロ含む）、葛城ユキ、小泉今日子、西田ひかる、BaBe、石川秀美、近藤真彦、美空ひばり、八代亜紀など、100名程に上る。

## ディスコグラフィ

### シングル
| #                              | 発売日                         | タイトル                       | B面                            | 規格                           | 規格品番                       |
| キャニオン・レコード / F-LABEL | キャニオン・レコード / F-LABEL | キャニオン・レコード / F-LABEL | キャニオン・レコード / F-LABEL | キャニオン・レコード / F-LABEL | キャニオン・レコード / F-LABEL |
| ------------------------------ | ------------------------------ | ------------------------------ | ------------------------------ | ------------------------------ | ------------------------------ |
| 1st                            | 1979年3月21日                  | 懐かしの4号線                  | 君の胸で                       | EP                             | F-228                          |
| 2nd                            | 1979年7月21日                  | ひとりぼっちのハイウェイ       | ロッカ・バラッド               | EP                             | F-242                          |
| 3rd                            | 1979年11月5日                  | スクリーンに雨が降る           | ジャイアント・シティ           | EP                             | F-250                          |
| 4th                            | 1980年7月5日                   | あいつのラスト・シーン         | 不良少年                       | EP                             | F-265                          |
| プロモーション                 | 1980年10月                     | 風と君をつれて                 | 涙のエスケープ・ロード         | EP                             | PR-29                          |
| 5th                            | 1981年7月21日                  | さよならロンリネス             | 四番街のマイ・ガール           | EP                             | 7A-0087                        |
| キャニオン・レコード / SEE-SAW |                                |                                |                                |                                |                                |
| 6th                            | 1987年4月5日                   | RENDEZ-Vous                    | ジョアンナのヴィジョン         | EP                             | 7A-0706                        |
| ポニーキャニオン / SEE-SAW     |                                |                                |                                |                                |                                |
| 7th                            | 1987年11月6日                  | アナスターシャ                 | Nuclear Rain                   | EP                             | 7A-0795                        |

### アルバム

#### オリジナル・アルバム
|                                | 発売日                         | タイトル                       | 規格                           | 規格品番                       |
| キャニオン・レコード / F-LABEL | キャニオン・レコード / F-LABEL | キャニオン・レコード / F-LABEL | キャニオン・レコード / F-LABEL | キャニオン・レコード / F-LABEL |
| ------------------------------ | ------------------------------ | ------------------------------ | ------------------------------ | ------------------------------ |
| 1st                            | 1979年4月21日                  | EXCITER                        | LP                             | C25A-0037                      |
| 2nd                            | 1980年7月21日                  | 星屑の俺達 〜Sad Generation〜  | LP                             | C25A-0104                      |
| キャニオン・レコード / SEE-SAW |                                |                                |                                |                                |
| 3rd                            | 1986年12月5日                  | FREEDOM                        | LP                             | C28A-0535                      |
| 3rd                            | 1986年12月5日                  | FREEDOM                        | CD                             | D32A-0247                      |
| ポニーキャニオン / SEE-SAW     |                                |                                |                                |                                |
| 4th                            | 1987年11月21日                 | BEAT                           | LP                             | C28A-0602                      |
| 4th                            | 1987年11月21日                 | BEAT                           | CD                             | D32A-0322                      |
| 5th                            | 1989年6月21日                  | Patrolman                      | CD                             | D29A-1017                      |
| g-strings records              |                                |                                |                                |                                |
| 6th                            | 2017年8月4日                   | BIG END                        | CD                             | FQCA-1022                      |
| 7th                            | 2023年8月4日                   | Free Bird                      | CD                             | FQCA-1025                      |

#### ベスト・アルバム
|                  | 発売日           | タイトル           | 規格             | 規格品番         |
| ポニーキャニオン | ポニーキャニオン | ポニーキャニオン   | ポニーキャニオン | ポニーキャニオン |
| ---------------- | ---------------- | ------------------ | ---------------- | ---------------- |
| 1st              | 2016年4月1日     | ANTHOLOGY1979-1989 | CD               | DMCA-40312       |

#### ライブ・アルバム
|                   | 発売日            | タイトル                        | 規格              | 規格品番          |
| g-strings records | g-strings records | g-strings records               | g-strings records | g-strings records |
| ----------------- | ----------------- | ------------------------------- | ----------------- | ----------------- |
| 1st               | 2005年7月27日     | 「二十五」25th Anniversary Live | CD                | FQCA-1006/7       |

### 映像作品
|                   | 発売日            | タイトル                        | 規格              | 規格品番          |
| g-strings records | g-strings records | g-strings records               | g-strings records | g-strings records |
| ----------------- | ----------------- | ------------------------------- | ----------------- | ----------------- |
| 1st               | 2005年7月27日     | 「二十五」25th Anniversary Live | DVD               | FQBA-5002         |

### タイアップ
| 曲名                 | タイアップ                                                   | 収録作品                         |
| -------------------- | ------------------------------------------------------------ | -------------------------------- |
| スクリーンに雨が降る | 角川春樹事務所作品『戦国自衛隊』挿入歌                       | シングル「スクリーンに雨が降る」 |
| RENDEZ-Vous          | ダイハツ『ミラXX』CFテーマソング                             | シングル「RENDEZ-Vous」          |
| アナスターシャ       | フジテレビ『桃色学園都市宣言!!』1987年10月エンディングテーマ | シングル「アナスターシャ」       |

## 主な楽曲提供（共作含む）

### 作詞
- ALFEE：「メリーアン」「Crazy Boy & Lazy Girl」「星空のディスタンス」「孤独の美学」「STARSHIP -光を求めて-」「恋人達のペイヴメント」「シンデレラは眠れない」「霧のソフィア」「真夏のストレンジャー」「エルドラド」「幻夜祭」「罪人たちの舟」
- 小泉今日子：「The Stardust Memory」「ハートブレイカー」「涙のMy・ロンリー・Boy」
- 沢田研二：「私生活のない女」
- 矢沢永吉：「背中ごしのI LOVE YOU」「WONDERFUL LIFE」「Midnight Jungle」「Love is you」「闇を抜けて」「あの日のように」
- 寺田恵子：「戦場のダンス - dance in the battlefield -」
- VOW WOW：「Break Down」「Baby it's all right」「Rock me」
- スターダストレビュー：「Single Night」「Northern Lights -輝く君に-」
- 南こうせつ：「イーゼルと長い髪」「ひとりぼっちのRockin'Girl」「ふたりの物語」
- 岩男潤子：「私に帰ろう」「しあわせの向こう側」「スカーレット(妖しのセレス OP)」
- 安部光俊（あんべ光俊）：「Jack the knife」「Taste of love」
- BaBe：「Daddy'sSongMammy'sTune」「It's so wonderful」「Fishes」「She has a dream」「Train」
- HOUND DOG：「Money Honey」「Hearts on Fire」「永遠の'75」
- 八田雅弘：「夜のダイアモンド」「さよならギャバディン」「誓いの街角」「CHANCE（ジョニーボーイとジェラルディン）」「悲しき恋人(シェリー)」「 ベイエリア午前4時」
- 陣内孝則：「悲しき狙撃者」「つかのまの殺意」「シンシア・リー」「Windows」「Suspicious Night」「雨のボーダーライン」「1ミリ・バールの涙」
- 長山洋子：「モ・ナ・リ・座」
- イルカ：「イカロスの時代」
- 伊藤銀次：「普通の男」
- 森川美穂：「恋していれば大丈夫」
- NEOちゃっきり娘：「アニマルサマーの夏が来る!」

### 作曲
- おニャン子クラブ：「真赤な自転車」「夏のクリスマス」「じゃあね」「LINDA」「夏休みは終わらない」「明るい放課後の過ごし方」「瞳の扉」「あなただけ おやすみなさい」「星のバレリーナ」「風の物語」「白いコスモスの頃」「間に合うかもしれない」「ウェディングドレス」
- 福永恵規：「風のInvitation」「Sometimes Somewhere」「青春のREGRET」「ONLY DANCIN'」
- 新田恵利：「さよならの風」「銀色のスーベニール」「Only Lonely Boy」「遅い流星」
- 葛城ユキ：「I WILL KNOW」「愛が灯るまで」「月曜のジャンピング・ジャック」
- 美空ひばり：「ハハハ」
- 早見優：「Love Station」
- 石川秀美：「素敵な勇気」
- 本田美奈子：「讃美歌は歌えない」「CHARLIE」
- 八代亜紀：「はっけよい」「一人心中」
- 細川たかし：「北国へ」
- 猿岩石：「少年の羽根」
- 瀬戸朝香：「White」」
- 少女隊：「バランスシート」
- ガチンコ3：「青春が勿体ない」
- 中山秀征：「明日にONE WAY」
- 伊藤かずえ：「イマージェンシー」「好奇心革命」
- アイドル夢工場：「アドベンチャー・ドリーム」

### 作詞・作曲
- 中村あゆみ（編曲含む）：「翼の折れたエンジェル」「ちょっとやそっとじゃCAN'T GET LOVE」「ONE HEART」「Rolling Age」他多数
- 太田貴子（編曲含む）：「街角のビリー・ザ・キッド」「月曜日は大嫌い」「1988 - From Tokyo」「のっぽのジョンとトゥインクルスター」「他多数
- 川村かおり（編曲含む）：「神様が降りて来る夜」「僕達の国境」「レジスタンス」「金色のライオン」「奇妙な果実」他多数
- 加藤いづみ（編曲含む）：「Zero」「好きになって、よかった」「キミがいる」「言葉」「青空」「髪を切ってしまおう」他多数
- 金子美香：「Big City Fish」「ひとりぼっちのチルドレン」「週末のソルジャー」「Boy Friend」「エヴリ・ナイト」他多数
- 近藤真彦：「青春」「クリスティーナ」「砂の恋人」「プリズナー」「AISU」
- SHOW-YA：「S・T・O・P(But I can't…)」
- 日髙のり子：「ときめきはForever」「晴れた日にも愛をください」
- チエキッ娘ら：「デイドリ－ム」「ありがと・愛してる」「あしたのあたし」、NEOちゃっきり娘「ピンクのチェリー」、NEOかしまし娘「ハダカになりたい」
- 西田ひかる：「涙 止まらない」「Over The Rainbow」「Holiday」
- 南こうせつ：「cindy」「シンガポール～星港夜」「渚に消えた涙」
- 新田恵利：「そよ風のレター」「Only Lonely Boy」
- 長山洋子「密やかにときめいて…」
- 安部光俊（あんべ光俊）：「Workin’ For The Weekend」
- 葛城ユキ「JAPAN BASHING」「BAD NEWS」「THE SHELTER-ジョニー&スザンヌ-」「MIDDLE CLASS IDIOM」等
- BaBe：「ひとりぼっちのWarrious」
- 中村雅俊：「1969」「Born Again」
- 和田アキ子：「大阪ヘヴィーレイン」
- 哀川翔：「Modern Lovers」「SAN CHILD」
- 天宮良：「午前3時のヘヴィーレイン」「Dancin in the Street」
- 工藤夕貴：「素敵なミステイク」「JUN」
- 真琴つばさ：「風のように生きてゆこう」
- さくらさくら：「女の娘は知っている」「涙の金曜日」「HELLO!! MY LOVE」
- 寺田恵子：「赤い花」「BIRDS of LOVE」
- 野本直美：「バケツいっぱいの雨」「私はツイてない」「マリーはひとりぼっち」「Stay With Me」「The Fire」他多数
- 美裕リュウ（現在HIROMI）：「交差点で別れたみたいに」「僕は君じゃない」「終わりのない旅」「ひとりぼっちの僕たち」他多数